# 3 juni
3 juni is de 154ste dag van het jaar (155ste dag in een schrikkeljaar) in de gregoriaanse kalender. Hierna volgen nog 211 dagen tot het einde van het jaar.

## Gebeurtenissen
- Algemeen
  - 1943 - In Los Angeles breken de gewelddadige 'Zoot Suit Riots' uit die tot 8 juni zullen voortduren. In totaal raken meer dan 150 mensen gewond.
  - 1973 - Tijdens een luchtvaartshow bij Parijs stort een Russische Tupolev Tu-144 neer. Er vallen vijftien doden, onder wie zes bemanningsleden.
  - 1979 - Een blow-out in het platform Ixtoc I in de Golf van Campeche veroorzaakt het een na grootste olielek in de geschiedenis.
  - 1984 - Een Brits vliegtuig stort neer tijdens een luchtvaartshow bij Aschaffenburg in Beieren. De schietstoel, waarmee de piloot zich redt, slaat neer in het publiek en doodt een 40-jarige man.
  - 1984 - Invoering van het IC/IR-plan van de NMBS. Het gevolg was een grote sluitingsgolf van (kleinere) Belgische spoorwegstations.
  - 1998 - Bij het Duitse Eschede ontspoort een ICE-hogesnelheidstrein, 101 mensen komen om. Zie treinramp bij Eschede.
  - 2009 - Twaalf Nederlanders zitten vast in Bolivia. Zij behoren tot een grotere groep buitenlanders die wordt vastgehouden door inwoners van het plaatsje Uyuni. De gijzelnemers eisen dat in hun stad een asfaltweg wordt aangelegd.
  - 2010 - In het vredegerecht bij het Justitiepaleis in Brussel schiet een man tijdens de zitting een vrederechter en een griffier dood. Nog dezelfde avond wordt de dader opgepakt aan het Warandepark in Brussel.
- Criminaliteit en veiligheid
  - 2012 - Diego Pérez Henao, alias Diego Rastrojo, een van de meest gezochte Colombiaanse drugsbazen, valt in de handen van Venezolaanse autoriteiten.
- Economie
  - 1995 - Rusland krijgt van de, in de Club van Parijs verenigde westerse crediteurenlanden, uitstel voor schuldbetalingen van bijna zeven miljard dollar die het land dit jaar had moeten voldoen.

- Kunst en cultuur

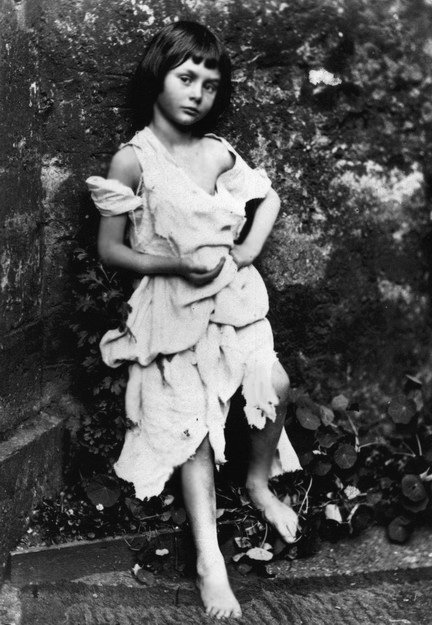
Alice Liddell, foto: Charles Dodgson (Lewis Carroll)
zie 1856

  - 1856 - Lewis Carroll maakt voor het eerst foto's van Alice Liddell en haar zusjes Edith en Lorina.
  - 2010 - Karl Lagerfeld wordt commandeur van het Légion d'honneur.
- Media
  - 2009 - De KRO zendt de allerlaatste aflevering van Toen was geluk heel gewoon uit.
- Muziek
  - 2002 - Het Verenigd Koninkrijk viert met het popfestival Party At The Palace dat Koningin Elizabeth II 50 jaar aan de macht is.[1]
  - 2016 - Voor hun succes als Nederlandse band in het buitenland krijgt Within Temptation de BUMA Rocks! Export Award.[1]
- Oorlog
  - 1918 - Bij Château Thierry aan de Marne stoten de Duitse troepen op de gezamenlijke strijdkrachten van de Verenigde Staten en Frankrijk. Het offensief loopt dood.
  - 1920 - Als uitvloeisel van het Verdrag van Versailles wordt in Duitsland de dienstplicht afgeschaft.
  - 1944 - Het Franse Comité van Nationale Bevrijding zal zich voortaan als 'Voorlopige Regering van de Franse Republiek' beschouwen.
- Politiek
  - 350 - Nepotianus, een neef van Constantius II, aanvaardt Vetranio niet als keizer en trekt met opstandige gladiatoren Rome binnen.
  - 713 - Byzantijnse officieren bestormen het paleis in Constantinopel en arresteren keizer Philippikos. Hij wordt afgezet en opgevolgd door Anastasios II.
  - 1621 - De West-Indische Compagnie (WIC) wordt opgericht door de Staten-Generaal.
  - 1789 - De sloep met de getrouwen van Bligh (Bounty) koerst door de nauwe doorgang tussen het Prince of Wales-eiland en het vasteland van Australië.
  - 1934 - Anton Mussert wordt door Benito Mussolini in audiëntie ontvangen.
  - 1937 - De Engelse ex-koning Eduard VIII trouwt met zijn grote liefde Wallis Simpson. De verliefde koning mocht van de Engelse regering niet met haar trouwen omdat Wallis reeds gescheiden was en bovendien was zij Amerikaanse. De koning deed daarom eind 1936 afstand van de troon. Het echtpaar gaat vanaf dan verder leven als Hertog en Hertogin van Windsor in Frankrijk.
  - 1950 - De regeringsleiders van België, Frankrijk, Luxemburg, Italië, Nederland en Duitsland ondertekenen de Schuman-verklaring.
  - 1995 - Een 39-jarige kasteloze vrouw wordt minister-president van Uttar Pradesh, een van India's belangrijkste deelstaten. De benoeming van Mayawati betekent een politieke doorbraak voor de Dalits, zoals de laagste groep in de kaste-hiërarchie zichzelf noemt.
  - 2006 - Montenegro verklaart zich officieel onafhankelijk van Servië.
  - 2008 - De Veiligheidsraad van de VN machtigt landen om in Somalische territoriale wateren op te treden tegen piraten.
  - 2025 - PVV-leider Geert Wilders kondigt aan zijn steun voor de coalitie in te trekken. Hierdoor valt Kabinet-Schoof.
- Religie
  - 1933 - Encycliek Dilectissima Nobis van Paus Pius XI over de onderdrukking van de Kerk van Spanje.
  - 1951 - Zaligverklaring van Paus Pius X in Rome door Paus Pius XII.
  - 1963 - Paus Johannes XXIII sterft in Vaticaanstad
  - 1999 - Ontslag van de Nederlander Lambert van Heygen als aartsbisschop van Bertoua in Kameroen.
  - 2005 - Ontslag van kardinaal Franciszek Macharski als aartsbisschop van Krakau in Polen en de paus benoemt Stanisław Dziwisz, voordien de privésecretaris van de overleden Paus Johannes Paulus II, tot zijn opvolger.
  - 2007 - Paus Benedictus XVI verklaart 4 mensen heilig, nl. de Limburgse Pater Karel Houben, een Poolse pater, een Maltese priester en een Franse zuster.
- Sport
  - 1887 - Oprichting van de Argentijnse gymnastiek- en schermclub Club de Gimnasia y Esgrima de La Plata.
  - 1931 - Oprichting van de Kroatische voetbalclub NK Varteks Varaždin.
  - 1968 - Voetbalclub ADO wint de KNVB beker-finale van AFC Ajax.
  - 1974 - John Newcombe lost Ilie Năstase na veertig weken af als nummer één op de wereldranglijst der tennisprofs.
  - 1978 - Het Nederlands voetbalelftal begint het WK voetbal 1978 in Argentinië met een 3-0 zege op Iran. Rob Rensenbrink neemt alle doelpunten voor zijn rekening in Mendoza.
  - 1994 - Het Zambiaans voetbalelftal lijdt de grootste nederlaag uit zijn geschiedenis door in Brussel met 9-0 onderuit te gaan tegen België.
  - 2000 - In het Wagener-stadion in Amstelveen wint de Nederlandse vrouwenhockeyploeg voor de 2e keer in de geschiedenis de Champions Trophy.
  - 2015 - Agenten doorzoeken het bondskantoor van de voetbalbond in Venezuela, omdat de openbaar aanklager in Caracas daar opdracht toe heeft gegeven omdat Venezuela ook betrokken is geraakt bij het omkoopschandaal binnen de wereldvoetbalbond FIFA.
  - 2016 - De Nederlandse tennisster Kiki Bertens verliest met een geblesseerde kuit in de halve finales van Roland Garros van nummer een van de wereld Serena Williams.
  - 2016 - Het Kosovaars voetbalelftal speelt haar eerste wedstrijd als FIFA- en UEFA-lid, een met 2-0 gewonnen oefeninterland tegen Faeröer.
  - 2018 - Michael van Gerwen en Raymond van Barneveld hebben, voor de 3e keer, samen de World Cup of Darts gewonnen. Het Nederlandse duo was in Frankfurt in de finale te sterk voor Schotland: 3-1.
- Wetenschap en technologie
  - 1769 - Overgang van de planeet Venus over de Zon die wereldwijd door wetenschappelijke expedities wordt geobserveerd.[2]
  - 1880 - Alexander Graham Bell gebruikt zijn fotofoon voor de eerste keer om een draadloos telefoongesprek te verzenden.
  - 1965 - Lancering van de Gemini 4, piloot Edward White voert als eerste Amerikaan een ruimtewandeling uit.[3]
  - 1966 - De astronauten Tom Stafford en Gene Cernan bevinden zich aan boord van de Gemini 9A die ruim 72 uur in de ruimte verblijft.[4]
  - 2010 - Drie Russen, een Italiaan, een Fransman en een Chinees laten zich voor het experiment Mars-500 anderhalf jaar lang opsluiten.
  - 2022 - Lancering met een Sojoez raket van het Russische Progress MS-20 bevoorradingsruimteschip naar het ISS met brandstof, voedsel en andere benodigdheden.[5]
  - 2023 - Landing in het Dongfeng landingsgebied in Binnen-Mongolië van het Chinese Shenzhou 15 ruimtevaartuig met bemanningsleden Fei Junlong, Deng Qingming en Zhang Lu na een verblijf van ongeveer 6 maanden in het Tiangong ruimtestation.[6]

## Geboren

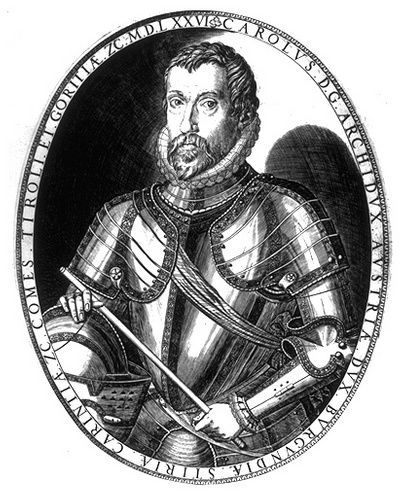
Karel II van Oostenrijk geboren 1540

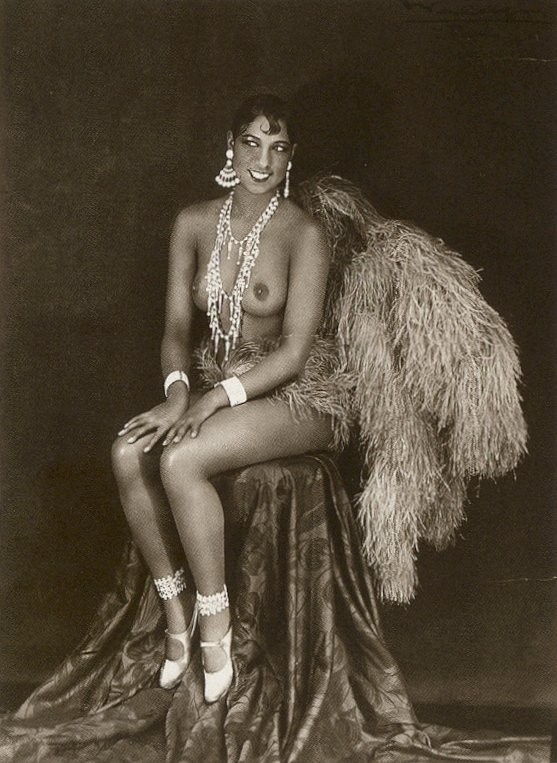
Josephine Baker
geboren in 1906

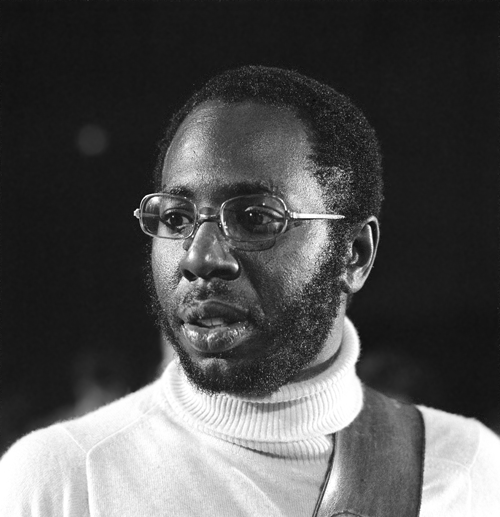
Curtis Mayfield
geboren in 1942

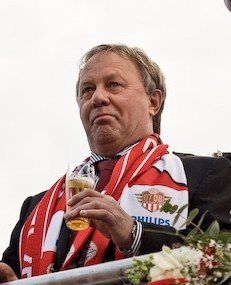
Jan Reker
geboren in 1948

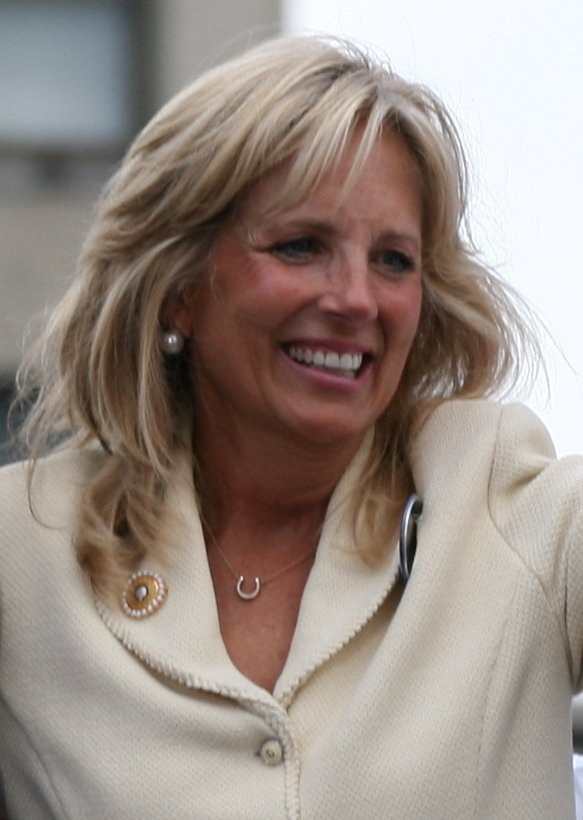
Jill Biden
geboren in 1951

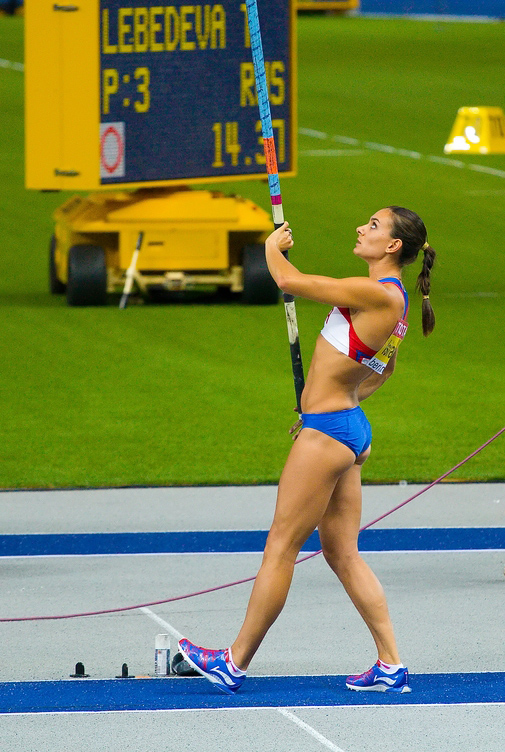
Jelena Isinbajeva
geboren in 1982

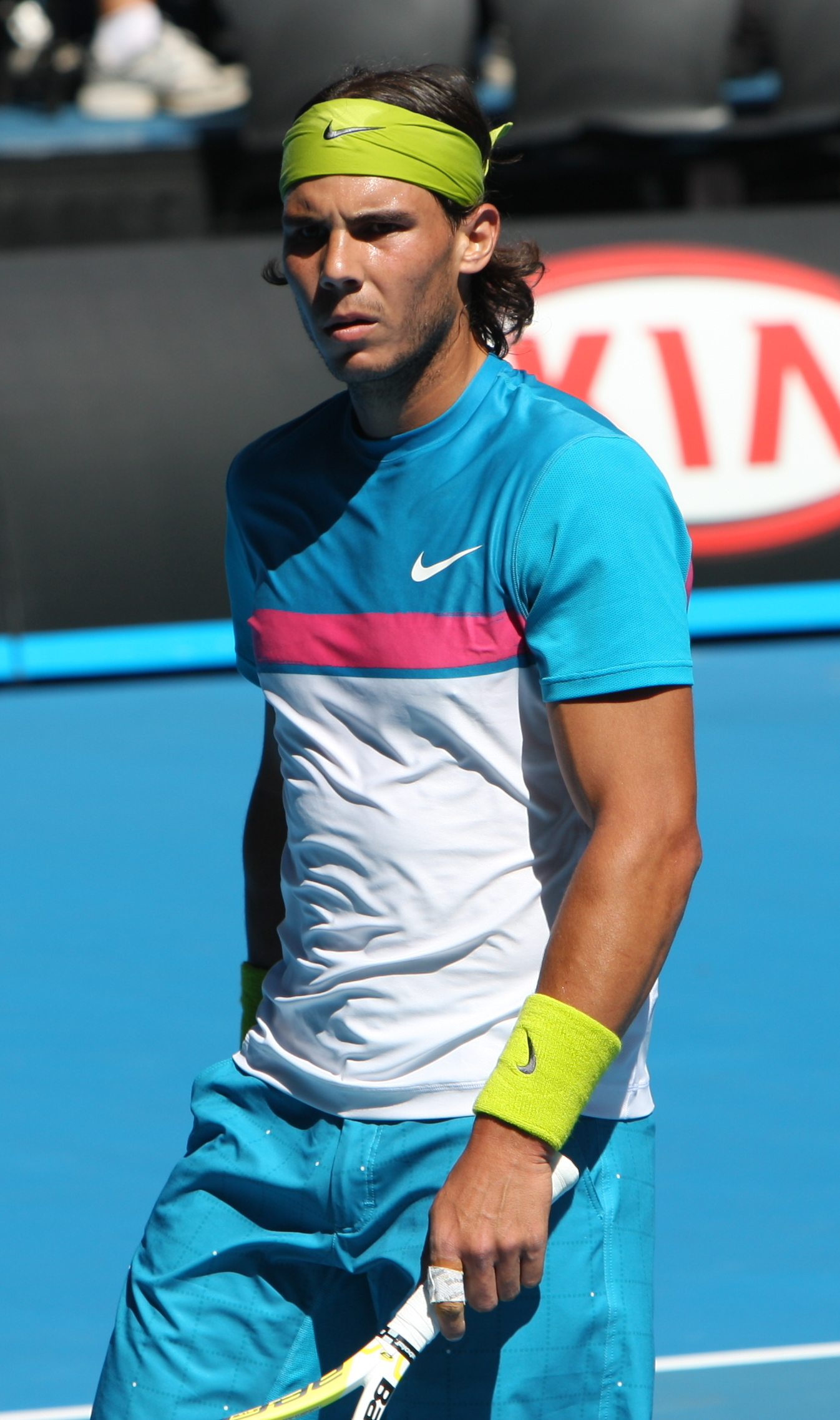
Rafael Nadal
geboren in 1986

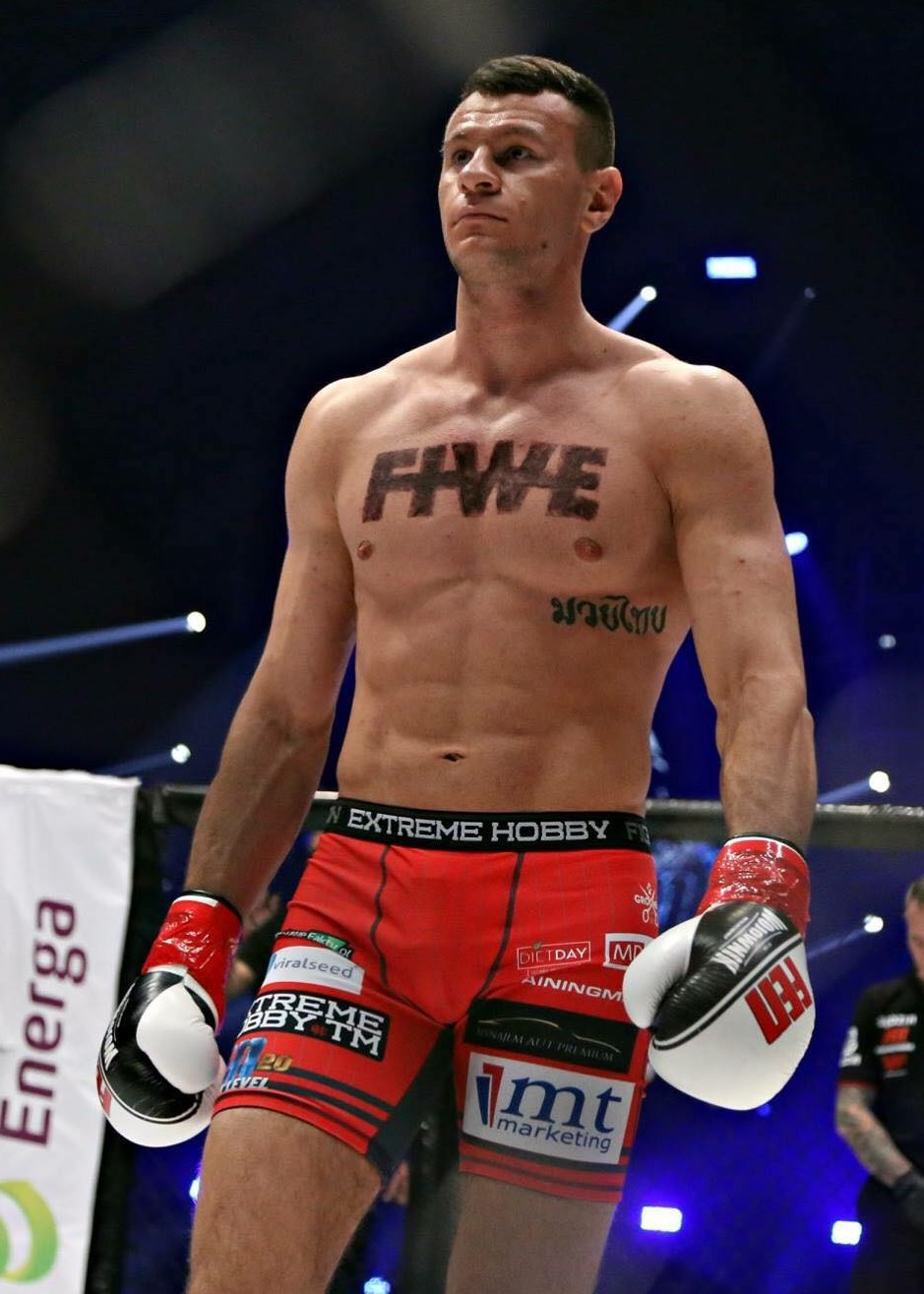
Arkadiusz Wrzosek
geboren in 1992

- 1454 - Bogislaw X van Pommeren, hertog van Pommeren-Wolgast, Stolp en Stettin en hertog van Pommeren (overleden 1523)
- 1540 - Karel II van Oostenrijk, aartshertog van Karinthië (overleden 1590)
- 1723 - Giovanni Antonio Scopoli, Italiaans-Oostenrijks arts en bioloog (overleden 1788)
- 1726 - James Hutton, Brits geoloog (overleden 1797)
- 1796 - Carl Ludwig Blume, Duits-Nederlands botanicus (overleden 1862)
- 1801 - František Škroup, Tsjechisch componist (overleden 1862)
- 1808 - Jefferson Davis, Amerikaans politicus (overleden 1889)
- 1819 - Johan Barthold Jongkind, Nederlands kunstschilder (overleden 1891)
- 1825 - Frederik Jacob Willem van Pallandt van Keppel, Nederlands politicus (overleden 1888)
- 1840 - Pieter Willem Steenkamp, Nederlands militair, brandweercommandant en politiefunctionaris (overleden 1914)
- 1840 - Eugeen Van Oye, Belgisch dichter en schrijver (overleden 1926)
- 1843 - Frederik VIII, koning van Denemarken (overleden 1912)
- 1865 - George V, Brits koning (overleden 1936)
- 1876 - José Palma, Filipijns dichter (overleden 1903)
- 1877 - Raoul Dufy, Frans kunstschilder (overleden 1953)
- 1879 - Vivian Woodward, Engels voetballer (overleden 1954)
- 1887 - Carlo Michelstaedter, Italiaans schrijver, dichter, kunstenaar en filosoof (overleden 1910)
- 1888 - Albert Kluyver, Nederlands microbioloog, botanicus en biochemicus (overleden 1956)
- 1890 - Joanna Turcksin, oudste Belg ooit (overleden 2002)
- 1892 - Francisco Santos, Filipijns wetenschapper (overleden 1983)
- 1901 - Zhang Xueliang, Chinees legerleider ("de Jonge Maarschalk") (overleden 2001)
- 1906 - Josephine Baker, Amerikaans danseres, zangeres en actrice (overleden 1975)
- 1911 - Martin Karl, Duits roeier (overleden 1942)
- 1911 - Victorio Spinetto, Argentijns voetballer en trainer (overleden 1990)
- 1914 - Karel Kaers, Belgisch wielrenner (overleden 1972)
- 1915 - Willem van den Hout, Nederlands kinderboekenschrijver (overleden 1985)
- 1921 - Forbes Carlile, Australisch zwemcoach (overleden 2016)
- 1921 - Jan van Gemert, Nederlands schilder (overleden 1991)
- 1922 - Jos Gemmeke, Nederlands verzetsstrijder (overleden 2010)
- 1922 - Alain Resnais, Frans filmregisseur (overleden 2014)
- 1923 - Phil Nimmons, Canadees jazzklarinettist en -componist (overleden 2024)
- 1923 - Igor Sjafarevitsj, Russisch wiskundige (overleden 2017)
- 1924 - Torsten Wiesel, Zweeds neuroloog en Nobelprijswinnaar
- 1925 - Tony Curtis, Amerikaans acteur (overleden 2010)
- 1926 - Allen Ginsberg, Amerikaans dichter (overleden 1997)
- 1926 - Ipojucan Lins de Araújo (Ipojucan), Braziliaans voetballer (overleden 1978)
- 1926 - Jean-Baptiste Peeters, Belgisch atleet (overleden 2021)
- 1927 - Eliseo Mouriño, Argentijns voetballer (overleden 1961)
- 1927 - Boots Randolph, Amerikaans saxofonist (overleden 2007)
- 1927 - Pavel Staněk, Tsjechisch componist en dirigent (overleden 2025)
- 1928 - Donald Judd, Amerikaans beeldend kunstenaar (overleden 1994)
- 1929 - Werner Arber, Zwitsers microbioloog en Nobelprijswinnaar
- 1931 - Raúl Castro, Cubaans president
- 1931 - John Norman, Amerikaans filosoof/schrijver
- 1931 - Lindy Remigino, Amerikaans atleet (overleden 2018)
- 1935 - Irma P. Hall, Amerikaans actrice
- 1935 - Jacques Poos, Luxemburgs politicus (overleden 2022)
- 1937 - Jean-Pierre Jaussaud, Frans autocoureur (overleden 2021)
- 1937 - Grachan Moncur III, Amerikaans jazztrombonist (overleden 2022)
- 1940 - Martin Fitzmaurice, Engels mastercaller (overleden 2016)
- 1940 - Jørgen Ravn, Deens voetballer (overleden 2015)
- 1942 - Peter Jelgersma, Nederlands filmmaker en media-adviseur (overleden 2024)
- 1942 - Curtis Mayfield, Amerikaans liedjesschrijver (overleden 1999)
- 1943 - Werner Lihsa, Oost-Duits voetballer
- 1944 - Edith McGuire, Amerikaans atlete
- 1946 - Michael Clarke, Amerikaans drummer (overleden 1993)
- 1946 - Hans van Delft, Nederlands voetbalbestuurder (overleden 2020)
- 1946 - Rainer Kussmaul, Duits violist en dirigent (overleden 2017)
- 1946 - Roelof Thijs, Nederlands ijsspeedwaycoureur
- 1947 - Mickey Finn, Brits drummer (T. Rex) (overleden 2003)
- 1947 - Shuki Levy, Israëlisch filmproducent, componist en zanger
- 1948 - Rolf Heissler, Duits terrorist (overleden 2023)
- 1948 - Jan Reker, Nederlands voetbaltrainer en voetbalbestuurder
- 1949 - Pedro Zape, Colombiaans voetballer
- 1950 - Jorge José Benítez, Argentijns voetballer
- 1950 - Peter de Bie, Nederlands journalist en radiopresentator (overleden 2025)
- 1950 - Suzi Quatro, Amerikaans zangeres en actrice
- 1950 - Deniece Williams, Amerikaans zangeres
- 1951 - Jill Biden, Amerikaans first lady
- 1953 - Erland van Lidth, Nederlands-Amerikaans acteur, worstelaar en operazanger (overleden 1987)
- 1953 - John Moulder-Brown, Brits acteur
- 1954 - Maritza De Voeght, Belgisch atlete
- 1954 - Monica Törnell, Zweeds zangeres
- 1956 - René van der Kuil, Nederlands zwemmer
- 1960 - Ingeborg Beugel, Nederlands televisieprogrammamaker
- 1961 - Lawrence Lessig, Amerikaans professor in de rechten
- 1961 - Kees Matthijssen, Nederlands militair
- 1962 - Susannah Constantine, Brits televisiepresentatrice
- 1962 - Dagmar Neubauer, Duits atlete
- 1963 - Rudy Demotte, Belgisch politicus
- 1963 - Lucy Grealy, Iers-Amerikaans dichter (overleden 2002)
- 1963 - Lot Lohr, Nederlands actrice
- 1964 - Kerry King, Amerikaans metalgitarist (Slayer)
- 1964 - Doro Pesch, Duits hardrockzangeres
- 1964 - Matthew Ryan, Australisch ruiter
- 1964 - Hilde Vanhove, Belgisch jazzzangeres
- 1965 - Sabrina Goleš, Joegoslavisch tennisster
- 1965 - Hans Kroes, Nederlands zwemmer
- 1967 - Anderson Cooper, Amerikaans journalist
- 1967 - Tamás Darnyi, Hongaars zwemmer
- 1967 - Tonnie Heijnen, Nederlands paralympisch sporter
- 1967 - Peter Van den Eynden, Belgisch atleet
- 1967 - Peter Vanlaet, Belgisch zanger
- 1969 - Mónica Pont, Spaans atlete
- 1970 - Jevgeni Berzin, Russisch wielrenner
- 1970 - Esther Hart, Nederlands zangeres
- 1971 - Luigi Di Biagio, Italiaans voetballer
- 1972 - Marjon de Hond, Nederlands weervrouw
- 1973 - Tonmi Lillman, Fins drummer (overleden 2012)
- 1973 - Ferri Somogyi, Nederlands acteur
- 1974 - Fred Kiprop, Keniaans atleet
- 1974 - Tooske Ragas, Nederlands vj, televisiepresentatrice en actrice
- 1974 - Arianne Zucker, Amerikaans actrice
- 1976 - Jens Kruppa, Duits zwemmer
- 1976 - Timur Perlin, Nederlands diskjockey en radiopresentator
- 1977 - Stefan De Bock, Belgisch atleet
- 1977 - Piet Deveughele, Belgisch atleet
- 1977 - Cristiano Marques Gomes, Braziliaans voetballer
- 1977 - Abeba Tolla, Ethiopisch atlete
- 1978 - Kamil Čontofalský, Slowaaks voetballer
- 1979 - Luis Fernando López, Colombiaans atleet
- 1979 - Christian Malcolm, Brits atleet
- 1979 - Pierre Poilievre, Canadees politicus
- 1979 - Rumer, Brits singer-songwriter
- 1980 - An Kum-Ae, Noord-Koreaans judoka
- 1980 - Tjerk Smeets, Nederlands honkballer
- 1981 - Elisabeth Davin, Belgisch atlete
- 1981 - Cristiano Dos Santos Rodrigues, Braziliaans voetballer
- 1981 - Xavier Taveirne, Belgisch radiopresentator
- 1982 - Jelena Isinbajeva, Russisch atlete
- 1982 - Wytze Kooistra, Nederlands volleyballer
- 1982 - Manfred Mölgg, Italiaans alpineskiër
- 1984 - Faneva Ima Andriatsima, Malagassisch voetballer
- 1984 - Félix, prins van Luxemburg
- 1984 - Martijn Middel, Nederlands radio-dj
- 1984 - Todd Reid, Australisch tennisser (overleden 2018)
- 1985 - Celine Huijsmans, Nederlands televisiepresentatrice
- 1985 - Klemen Slakonja, Sloveens zanger
- 1986 - Prince Asubonteng, Ghanees-Belgisch voetballer
- 1986 - Micah Kogo, Keniaans atleet
- 1986 - Rafael Nadal, Spaans tennisser
- 1986 - Adrián Vallés, Spaans autocoureur
- 1986 - Tomáš Verner, Tsjechisch kunstschaatser
- 1987 - Ajouad El Miloudi, Nederlands tv- en radiopresentator
- 1988 - Nassim Lyes, Frans acteur
- 1989 - Katie Hoff, Amerikaans zwemster
- 1990 - Wouter van der Steen, Nederlands voetbaldoelman
- 1991 - Frederic Berthold, Oostenrijks alpineskiër
- 1991 - Bruno Uvini, Braziliaans voetballer
- 1992 - Harald-Peter Bust, Nederlands atleet
- 1992 - Kori Carter, Amerikaans atlete
- 1992 - Mario Götze, Duits voetballer
- 1992 - Monika Linkytė, Litouws zangeres
- 1992 - Arkadiusz Wrzosek, Pools vechtsporter
- 1993 - Florian Marino, Frans motorcoureur
- 1993 - Ståle Sandbech, Noors snowboarder
- 1995 - Michail Dovgaljoek, Russisch zwemmer
- 1996 - Lukas Klostermann, Duits voetballer
- 1999 - Victoria Pelova, Nederlands voetbalster
- 2000 - Oliwer Magnusson, Zweeds freestyleskiër
- 2001 - Samir Ben Sallam, Nederlands-Marokkaans voetballer
- 2005 - Désiré Doué, Frans-Ivoriaans voetballer
- 2005 - Isa Warps, Nederlands voetbalster
- 2006 - Leonore van Oranje-Nassau van Amsberg, Nederlands gravin

## Overleden

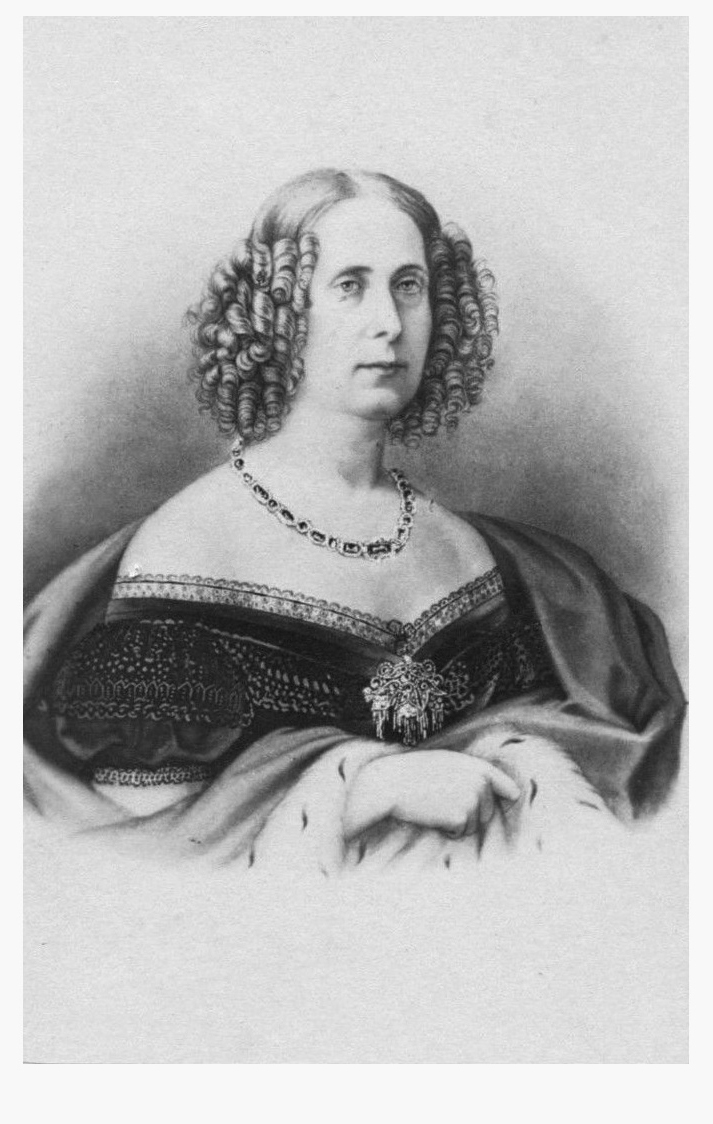
Sophie van Württemberg
overleden in 1877

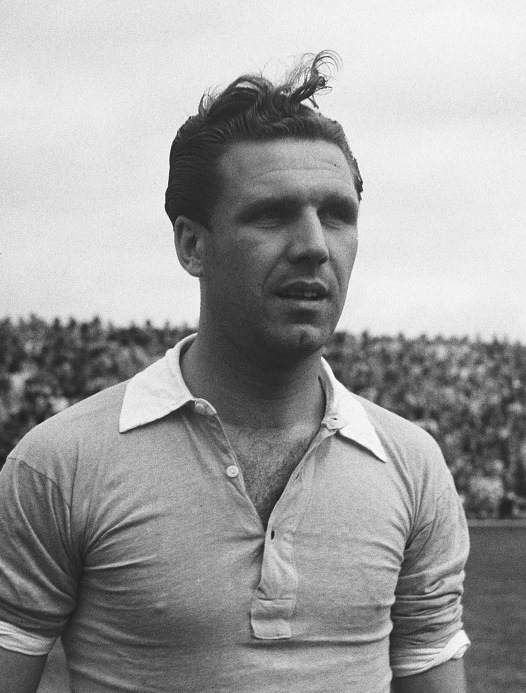
Jan van Roessel
overleden in 2011

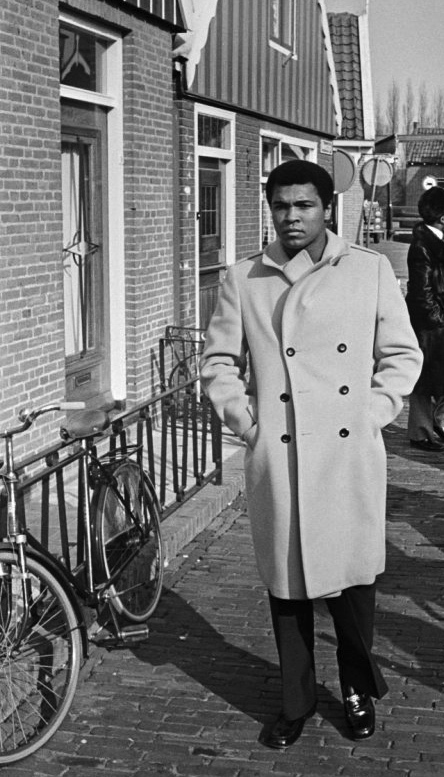
Muhammad Ali (op de foto in Volendam)
overleden in 2016

- 1411 - Leopold IV van Habsburg (40), Aartshertog van Oostenrijk
- 1553 - Wolf Huber, Duits kunstschilder
- 1568 - Andrés de Urdaneta (60), Spaans frater en ontdekkingsreiziger
- 1657 - William Harvey (79), Brits wetenschapper
- 1861 - Melchor Ocampo (57), Mexicaans staatsman
- 1863 - Pedro Pelaez (50), rooms-katholiek geestelijke
- 1875 - Georges Bizet (36), Frans componist
- 1877 - Ludwig von Köchel (77), Oostenrijks musicoloog
- 1877 - Sophie van Württemberg (58), koningin der Nederlanden
- 1899 - Johann Strauss jr. (73), Oostenrijks componist
- 1917 - Antonio de La Gandara (55), Frans-Spaans kunstschilder en tekenaar
- 1924 - Franz Kafka (40), Joods-Tsjechisch schrijver
- 1929 - Cornelis Easton (64), Nederlands journalist en populair-wetenschappelijk schrijver
- 1938 - John Flanagan (65), Amerikaans atleet
- 1944 - Sokratis Lagoudakis (82), Grieks atleet en leprabestrijder
- 1944 - Maup Mendels (75), Nederlands politicus, journalist en advocaat
- 1951 - Louis de Brouckère (81), Belgisch politicus
- 1958 - Erwin Bauer (45), Duits autocoureur
- 1963 - Paus Johannes XXIII (81)
- 1964 - Frans Eemil Sillanpää (75), Fins schrijver en Nobelprijswinnaar
- 1967 - Annie van Velzen (73), Nederlands inspectrice bij de Kinderpolitie en verzetsvrouw
- 1975 - Hetty Berger (54), Nederlands actrice
- 1975 - Eisaku Sato (74), Japans premier
- 1976 - Viggo Kampmann (75), Deens politicus
- 1978 - George Beijers (82), Nederlands voetballer
- 1978 - Hans Schöchlin (85), Zwitsers roeier
- 1979 - Arno Schmidt (65), Duits auteur
- 1985 - Tjeerd Boersma (70), Nederlands atleet
- 1987 - Theo van Dijke (63), Nederlands burgemeester
- 1989 - Ayatollah Ruhollah Khomeini (86), Sjiitisch leider
- 1990 - Stiv Bators (40), Amerikaans zanger, componist en gitarist
- 1990 - Robert Noyce (62), Amerikaans ondernemer
- 1991 - Raffaele Costantino (83), Italiaans voetballer en voetbalcoach
- 2001 - Anthony Quinn (86), Amerikaans acteur
- 2004 - Nicolai Ghiaurov (74), Italiaans operaster
- 2009 - Sam Butera (81), Amerikaans saxofonist
- 2009 - John Campbell Ross (110), laatste Australisch Eerste Wereldoorlogsveteraan en oudste Australiër
- 2009 - David Carradine (72) Amerikaans acteur en marinier
- 2009 - Shih Kien (96), Hongkongs acteur
- 2009 - Koko Taylor (80), Amerikaans blueszangeres
- 2010 - Rue McClanahan (76), Amerikaans actrice
- 2011 - James Arness (88), Amerikaans acteur
- 2011 - Harry Bernstein (101), Brits-Amerikaans schrijver
- 2011 - Andrew Gold (59), Amerikaans zanger en songwriter
- 2011 - Jack Kevorkian (83), Amerikaans patholoog-anatoom
- 2011 - Jan van Roessel (86), Nederlands voetballer
- 2012 - Roy Salvadori (90), Brits autocoureur
- 2012 - Roel de Wit (85), Nederlands politicus
- 2013 - Jiah Khan (25), Brits-Indiaas actrice
- 2013 - Frank Lautenberg (89), Amerikaans politicus
- 2016 - Muhammad Ali (74), Amerikaans bokser
- 2016 - Jocelyn Lovell (65), Canadees wielrenner
- 2016 - Joseph Michel (90), Belgisch politicus
- 2016 - Luis Salom (24), Spaans motorcoureur
- 2016 - Dave Swarbrick (75), Brits folkviolist
- 2017 - Humphrey Hildenberg (71), Surinaams politicus
- 2017 - Vincent Tshabalala (75), Zuid-Afrikaans golfprofessional
- 2017 - Henk van de Water (79), Nederlands voetbalbestuurder en ondernemer
- 2018 - Miguel Obando Bravo (92), Nicaraguaans kardinaal
- 2018 - Frank Carlucci (87), Amerikaans politicus
- 2019 - Hans Ankum (88), Nederlands jurist en hoogleraar
- 2019 - Paul Darrow (78), Brits acteur en auteur
- 2019 - Fabrizio Fabbri (70), Italiaans wielrenner
- 2019 - Hanske Evenhuis-van Essen (97), Nederlands politica
- 2019 - Makoto Fujiwara (81), Japans beeldhouwer
- 2019 - Jure Jerković (69), Joegoslavisch voetballer
- 2019 - Woizlawa Feodora zu Mecklenburg (100), Duits prinses van Mecklenburg
- 2019 - Ruma Guha Thakurta (84), Indiaas actrice en playbackartiest
- 2020 - Jeanne Goosen (81), Zuid-Afrikaans journaliste, dichteres en schrijfster
- 2020 - Marc de Hond (42), Nederlands tv-maker, schrijver, ondernemer
- 2020 - Jerzy Łukaszewski (95), Pools-Belgisch hoogleraar en diplomaat
- 2021 - Willemijn Fock (78), Nederlands kunsthistoricus en hoogleraar
- 2021 - Anerood Jugnauth (91), president van Mauritius
- 2021 - Anne van der Meiden (91), Nederlands theoloog en communicatiewetenschapper
- 2021 - Kamiel Sergant (86), Belgisch zanger
- 2022 - Grachan Moncur III (85), Amerikaans jazztrombonist
- 2023 - Jim Hines (76), Amerikaans atleet
- 2024 - Brigitte Bierlein (74), Oostenrijks juriste, politica en bondskanselier
- 2024 - Jürgen Moltmann (98), Duits theoloog
- 2024 - Dag Erik Pedersen (64), Noors wielrenner
- 2025 - Mustafa Ayyorkun (21), Turks wielrenner[7]
- 2025 - Peter de Bie (75), Nederlands journalist en radiopresentator
- 2025 - Krisztina de Châtel (81), Nederlands-Hongaars choreografe
- 2025 - Frank Ferrari (80), Nederlands zanger, componist, muziekproducent
- 2025 - Gidon Graetz (95), Israëlisch beeldhouwer
- 2025 - Piet Kamerman (99), Nederlands acteur
- 2025 - Edmund White (85), Amerikaans schrijver

## Viering/herdenking
- Rooms-Katholieke kalender:

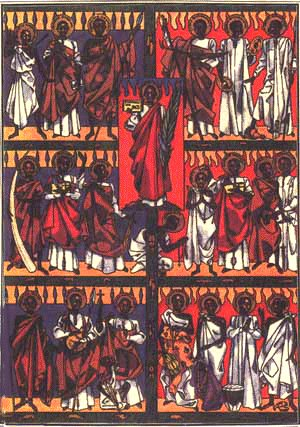
Heilige Carolus Lwanga en Gezellen

  - Heilige Carolus Lwanga en Gezellen († 1885), martelaren van Oeganda - Gedachtenis
  - Heilige C(h)lotilde († 545)
  - Heilige Paula (van Nicodemia) († 273)
  - Heilige Morandus (van Altkirch) († c. 1115)
  - Heilige Kevin (van Glendalough) († 618)
  - Heilige Liphardus († c. 570)
  - (Zalige Johannes XXIII († 1963) - na heiligverklaring (2014) heiligenfeestdag op 11 oktober)
- Wereldfietsdag (Verenigde Naties)

## Weerextremen

### Nederland
| | Officiële records | Officiële records | Officiële records |      | Landelijke records    | Landelijke records | Landelijke records         |
| Gebeurtenis | Jaar              | Extreem           | Locatie           | Jaar | Extreem               | Locatie            |                            |
| --- | ----------------- | ----------------- | ----------------- | ---- | --------------------- | ------------------ | -------------------------- |
| Laagste etmaalgemiddelde temperatuur (°C) | 1975              | 7,4               | De Bilt           |      | 1975                  | 6,4                | Twenthe                    |
| Hoogste etmaalgemiddelde temperatuur (°C) | 1947              | 24,9              | De Bilt           |      | 1947                  | 25,6               | Maastricht                 |
| Laagste minimumtemperatuur (°C) | 1937              | 2,8               | De Bilt           |      | 1962                  | −0,1               | Deelen                     |
| Hoogste minimumtemperatuur (°C) | 1982              | 17,6              | De Bilt           |      | 1947                  | 18,8               | De Kooy, Vlissingen        |
| Laagste maximumtemperatuur (°C) | 1975              | 10,7              | De Bilt           |      | 2012                  | 8,9                | Twenthe                    |
| Hoogste maximumtemperatuur (°C) | 1947              | 32,5              | De Bilt           |      | 1982                  | 33,5               | Eelde                      |
| Hoogste uurgemiddelde windsnelheid (m/s) | 1912              | 9,8               | De Bilt           |      | 1975                  | 20,1               | Cadzand                    |
| Hoogste windstoot (m/s) | 1979              | 18,5              | De Bilt           |      | 1971                  | 30,4               | Gilze-Rijen                |
| Langste zonneschijnduur (uur) | 1997              | 15,4              | De Bilt           |      | 1959, 1997 2010, 2011 | 15,5               | De Kooy Hoorn Terschelling |
| Langste neerslagduur (uur) | 1989              | 13,0              | De Bilt           |      | 1961                  | 15,4               | Maastricht                 |
| Hoogste etmaalsom van de neerslag (mm) | 1921              | 25,2              | De Bilt           |      | 2021                  | 68,5               | Deelen                     |
| Laagste etmaalgemiddelde relatieve vochtigheid (%) | 1963, 2023        | 49                | De Bilt           |      | 1939                  | 36                 | Maastricht                 |
| Laagste uurwaarde luchtdruk op zeeniveau (hPa) | 1953              | 994,1             | De Bilt           |      | 1953                  | 993,9              | Schiphol, Soesterberg      |
| Hoogste uurwaarde luchtdruk op zeeniveau (hPa) | 2011              | 1033,5            | De Bilt           |      | 2011                  | 1035,3             | Hoorn Terschelling         |
| Officiële records worden altijd gemeten op het KNMI-weerstation in De Bilt. Landelijke records kunnen worden gemeten op elk officieel KNMI-weerstation in Nederland. |                   |                   |                   |      |                       |                    |                            |

Uitzonderlijke gebeurtenissen
- 1902 - Officieel hoogste maximumtemperatuur in °C van het jaar gemeten in De Bilt: 31,4
- 1902 - Eerste en enige officiële tropische dag van het jaar (maximumtemperatuur ≥ 30 °C in De Bilt)
- 1950 - Eerste officiële zomerse dag van het jaar (maximumtemperatuur ≥ 25 °C in De Bilt)
- 1960 - Eerste officiële zomerse dag van het jaar (maximumtemperatuur ≥ 25 °C in De Bilt)
- 2012 - Landelijk maandrecord laagste maximumtemperatuur in °C van juni gemeten in Twenthe: 8,9
- 2023 - Landelijk laagste minimumtemperatuur in °C van juni dit jaar gemeten in Nieuw Beerta: 4,7

### België
Dagrecords
- 1975 - Laagste etmaalgemiddelde temperatuur 8 °C
- 1947 - Hoogste etmaalgemiddelde temperatuur 26,2 °C
- 1962 - Laagste minimumtemperatuur 4,4 °C
- 1947 - Hoogste maximumtemperatuur 32,9 °C
- 1981 - Hoogste etmaalsom van de neerslag 25,1 mm

Uitzonderlijke gebeurtenissen
- 1957 - 89 mm neerslag in Terhulpen, na onweerachtige buien
- 1975 - Sneeuw op de Baraque Michel (Jalhay)
- 1978 - 85 mm neerslag in Gospinal (Jalhay)

<< · 1 · 2 · 3 · 4 · 5 · 6 · 7 · 8 · 9 · 10 · 11 · 12 · 13 · 14 · 15 · 16 · 17 · 18 · 19 · 20 · 21 · 22 · 23 · 24 · 25 · 26 · 27 · 28 · 29 · 30 · >>